# Анджі Фернандес
Анджі Фернандес (ісп. Angy Fernández; нар. 5 вересня 1990, Пальма, Іспанія) — іспанська акторка кіно і телебачення.

## Біографія
Анджі Фернандес народилася 5 вересня 1990 року у Пальмі. Навчалася у Josep María Llompart High school, де також вивчала гру на фортепіано та танці. У 2005 році Фернандес брала участь у конкурсі Cami De L'Exit на Майорці та працювала на місцевому каналі IB3 Ràdio (програма Nit d'Èxit). Вивчала мистецтво танцю в академії Top Dance (Пальма).

## Фільмографія
| Рік |  | Українська назва | Оригінальна назва | Роль |
| --- |  | ---------------- | ----------------- | ---- |